# フリードリヒ・ヴェーラー
フリードリヒ・ヴェーラー（独: Friedrich Wöhler, 1800年7月31日 - 1882年9月23日）は、ドイツの化学者。
シアン酸アンモニウムを加熱中に尿素が結晶化しているのを1828年に発見し、無機化合物から初めて有機化合物の尿素を合成（ヴェーラー合成）したことにより「有機化学の父」と呼ばれる。また、ユストゥス・フォン・リービッヒと独立に行なわれた異性体の発見、ベリリウムの発見などの業績がある。
弟子に酢酸をはじめて合成したヘルマン・コルベ、コカイン及びマスタードガスの発見者アルベルト・ニーマンなどがいる。

## 生涯
エッシャースハイム（現在フランクフルト・アム・マインの一部）で生まれた。1820年にマールブルク大学の医学部に入学したが、物理学と化学に興味を持ち、下宿で化学実験してヨウ化シアンを発見した。1820年にハイデルベルク大学の化学と医学の教授であるレオポルト・グメリンの研究室に転校した。
1823年、23歳で学位を取得すると、グメリンの紹介でストックホルムのカロリンスカ研究所に留学し、イェンス・ベルセリウスの研究室で鉱物の化学分析、シアンガスとアンモニアの反応の実験指導を受けた。この留学時代の回想を随筆『一化学者の若き日の思い出』(Jugenderinnerungen eines Chemikers) として1875年に書き残している。
1825年から1831年（25歳から31歳）までベルリン工芸学校で化学を教え、1836年（36歳）までカッセルの高等工芸学校に留まった後、ゲッティンゲン大学の化学の正教授となり、生涯ゲッティンゲン大学に留まった。1872年コプリ・メダル、1880年コテニウス・メダルを受賞した。

## 尿素の化学合成と異性現象の発見
ベルセリウスの研究室で、シアンガスとアンモニアからシュウ酸アンモニウムと白色結晶が得られた。この白色結晶が何であるか留学中は確定できなかったが、1828年に尿素であることがわかった。当時有機物は動植物の中で生気の力により作られると信じられていたが、ヴェーラーは無機物から有機物を人工的に作り出すことにより、動物精気によるとされていた有機化合物の合成が人工によって可能であることを示し生気論に打撃をあたえた。
ヴェーラー以前は、同じ組成を持つ化合物が異なる物理・化学的性質を持つ異なる構造の化合物（異性体）として存在することはないとされていた。しかし、シアン酸アンモニウムが質量の変化なしに尿素に変換することを示したことから、従来の説を覆し異性体と異性化が発見された。この発見が契機となり、リービッヒとは生涯にわたる友情を結ぶこととなる。1830年、ヴェーラーはリービッヒとともにシアン酸とシアヌル酸そして尿素に関する研究結果を発表した。ベルセリウスはスウェーデン王立科学アカデミーへ宛てた報告の中で、発表された研究結果は物理・化学そして鉱物学の分野における研究の中で最も重要なものであると述べた。

## 主な発見と研究

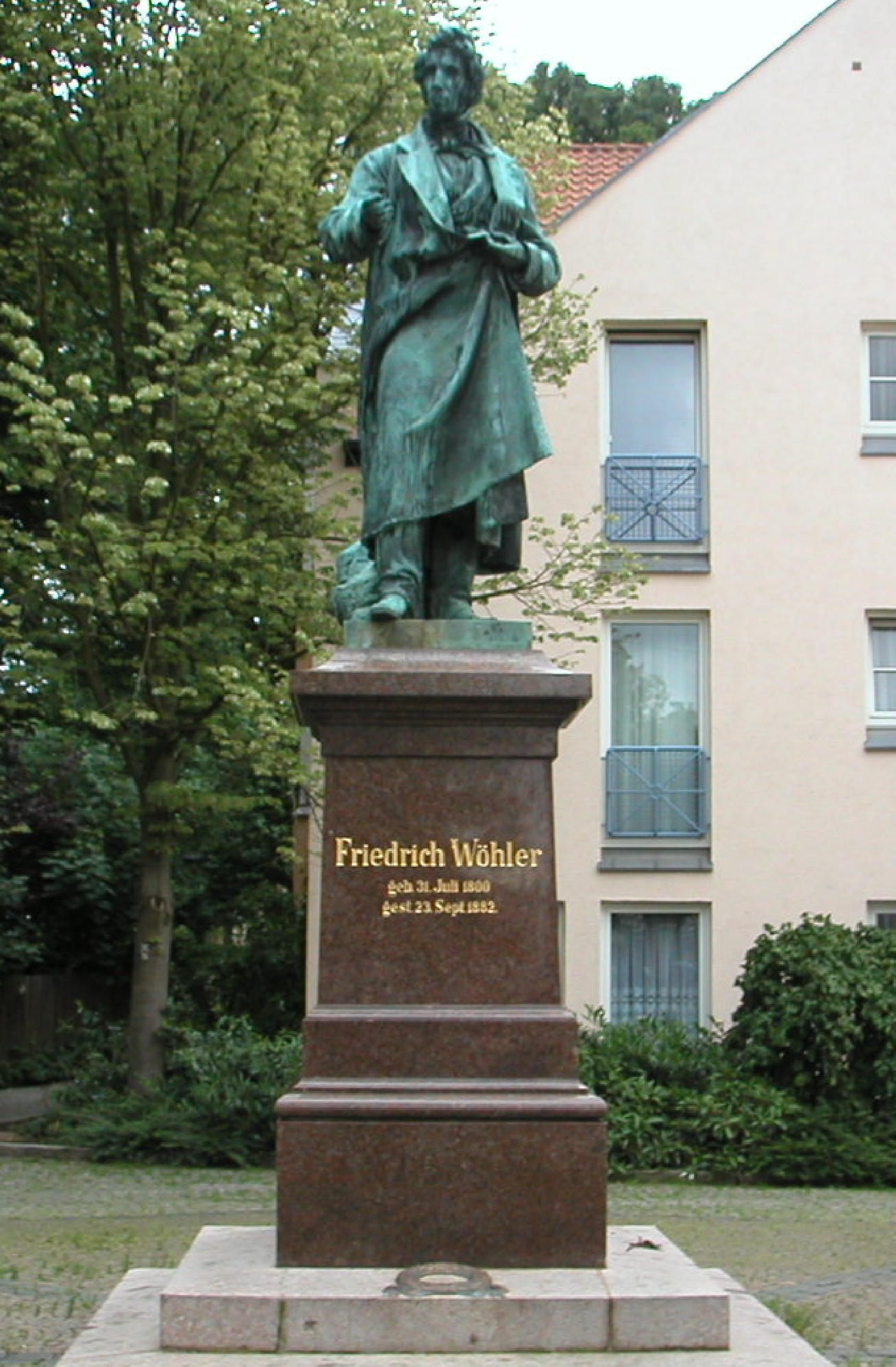
ゲッティンゲンにあるヴェーラーの銅像

ヴェーラーは尿素の化学合成以外にも、炭化カルシウムの合成、ケイ素、ベリリウム、窒化ケイ素の発見、アルミニウムやイットリウムの単離など多岐にわたる業績を残している。
師であるベルセリウスがスウェーデン語で執筆した教科書にヴェーラー自身の見解を加えて1848年に完成したドイツ語の著作『化学の教科書』(Lehrbuch der Chemie) は、1875年までに15版を重ねた。